# Бригинец, Александр Михайлович
Алекса́ндр Миха́йлович Бригине́ц (укр. Олександр Михайлович Бригинець; род. 14 апреля 1962, Киев, Украинская ССР, СССР) — украинский политик, советский и украинский поэт, прозаик и журналист. Народный депутат Украины. Президент Художественного агентства «Территория А».

## Биография
Окончил факультет журналистики в Киевском государственном университете им. Т. Г. Шевченко (1984).
В 1986—1989 годах работал корреспондентом газеты «Киевская правда». С 1989 по 1992 год занимал должность старшего редактора редакции поэзии издательства «Молодь». В 1992—1995 годах — консультант ТО «Синтез», редактор литературного журнала «Время».
С 1995 года занимает должность президента Художественной Агентства «Территория А». С 2003 года является музыкальным продюсером телеканала O-TV. Апрель 2006 — май 2008 — депутат Киевсовета V созыва, секретарь комиссии по вопросам культуры и информационной политики, член фракции БЮТ. Май 2008 — декабрь 2012 — депутат Киевсовета VI созыва, председатель Постоянной комиссии по вопросам культуры и туризма, член фракции БЮТ. С 2008 по 2010 годы — советник Премьер-министра Украины. Член Градостроительного совета Киева. Член Главного совета Украинского общества охраны памятников истории и культуры (УООПИК). Член Национального союза писателей Украины. Член Совета Фонда Святого Андрея Первозванного с 1997 года.
На украинских парламентских выборах 2012 года баллотировался в народные депутаты Украины от Объединённой оппозиции (ВО «Батькивщина») (указан как беспартийный) по одному из одномандатных мажоритарных округов г. Киева. Выиграл получив более 30 % голосов избирателей и оставив на втором месте провластного (действующего народного депутата, члена Партии регионов входящего в её парламентскую фракцию с 2010 года) кандидата-самовыдвиженца В. Столара. В Верховной Раде возглавил подкомитет по вопросам охраны и популяризации культурного наследия Комитета по вопросам культуры и духовности.
16 июля 2014 года Бригинец, направлявшийся из Киева в Москву в составе официальной делегации парламентариев и правозащитников для встречи с адвокатами украинской лётчицы Надежды Савченко, был задержан в аэропорту Минска, где ему сообщили, что он является персоной нон грата в Белоруссии.
28 марта 2016 года Центральная избирательная комиссия Украины признала избранными и зарегистрировала депутатами Верховной Рады Украины Александра Бригинца и Дмитрия Белоцерковца на основании прекращения полномочий Николая Томенко и Егора Фирсова решением съезда партии "Блок Петра Порошенко «Солидарность» от 25 марта 2016 года.
19 апреля 2016 года нардеп А. Бригинец сообщил: 

Украинцы уже реально победили в войне с путинской Россией, но не могут понять этого, потому что представляют себе победу, как акт о капитуляции и парад
1 ноября 2018 года были введены российские санкции против 322 граждан Украины, включая Александра Бригинца.

## Литературная деятельность
Первые журнальные русскоязычные поэтические публикации — в 14 лет. В 18 лет печатается в альманахе «Паруса-80», после чего прекращает писать не только русскоязычные, но и рифмованные стихи. Погружается в авангардную поэзию. В конце 1980-х годов создаёт популярный тогда литературный группа «Музейный переулок, 8».
В 1987 году стал обладателем гран-при международного литературного авангардного фестиваля имени Велемира Хлебникова, в последующие годы — лауреатом (Первая премия) фестивалей «Europa House» (1988 г.) и фестивалей русской авангардной поэзии в Москве (1989, 1990 гг.). Его тексты входят в антологии, переводятся несколькими десятками языков. В 1988 г. начинает работать старшим редактором редакции поэзии издательства «Молодь», где «лоббирует» авангардную украинскую поэзию, упорядочивает альманахи «Паруса-90» и «Паруса-91» — правда, последние так и не выходят.
В 1991 году в издательстве «Украинский писатель» увидел свет его дебютный поэтический сборник «Прогноз на сегодня»; того же года Александр стал лауреатом премии имени Василия Чумака. Бригинец пишет прозаическую тетралогию «Евангелие от Хаоса», из которой вышел лишь первый и второй романы — «Поиски свободной ловушки» (1992) и «Путешествия наугад» (1993). Позже появляются его поэтические сборники «Прогноз на вчера» (1993) и «ауспиции» (1994), Украинско-немецкоязычный сборник «Гуманитарная Помощь» (1994), который сам Бригинец и оформляет своей графикой.
В 1995 году создаёт Художественную Агентство «Территория А» и, как поэт-песенник, начинает работу с ведущими украинскими композиторами и исполнителями, в течение 10 лет создаёт более 100 песен. В 2000 г. вышел авторской музыкальный диск «Александр Бригинец. ТОП-20».
В 2006 году Александр Бригинец и Анатолий Птицын начали проект о приключениях принцессы Анжелики (в ней читатели видят известную украинскую певицу Анжелику Рудницкую) и её верных друзей — Юрчика и Инуса. В 2007 году в издательстве «Зелёный пёс» вышло первое произведение этой серии — «Анжелика — принцесса АНРУ».

## Семья
Женат. Имеет сына Дмитрия (род. 1984).

## Награды
- Лауреат премии им. В.Чумака.
- Лауреат премии им. В.Хлебникова.
- Лауреат Международного литературного фестиваля «Европейский дом».